# SSID
SSID (Service Set Identifier) — это символьное название беспроводной точки доступа Wi-Fi, служащее для идентификации её среди других точек пользователями или устройствами, подключающимися к сети. SSID представляет собой строку, размером до 32 байт, которая передается широковещательно в эфир. Расположенные рядом с сетью устройства принимают название и если им разрешено присоединиться к точке доступа, то соединяются с ней. С точки зрения безопасности сети администраторы иногда запрещают точке доступа вещать идентификатор, тогда такое устройство в списке видимых точек доступа не отображается, чтобы подключиться к такой сети необходимо ввести идентификатор в подключаемом устройстве вручную. Существуют точки доступа, позволяющие разделять абонентов по сегментам, в таких случаях одна точка доступа может иметь несколько идентификаторов SSID. Обмен данными в Wi-Fi сетях регламентируется стандартом IEEE 802.11.

## Принцип работы
Для того, чтобы беспроводное устройство подключилось к точке доступа WiFi необходимо знать идентификатор сети (SSID) к которой оно собирается подключиться. Для этого, точка доступа широковещательно транслирует в сеть свой символьный идентификатор с помощью специальных сигнальных пакетов на скорости 0,1 Мбит/с (каждые 100 мс). Зная идентификатор сети клиентское устройство запрашивает разрешение на подключение применяя его в запросе. Если такое разрешение получено, то происходит сопряжение беспроводного устройства с точкой доступа. Размер символьного идентификатора ограничен 32 байтами.
Иногда различают сети:
- Беспроводная сеть с базовым набором служб BSS (basic service set), тогда идентификатор в такой сети обозначают: BSSID (Basic Service Set Identification), который собой представляет MAC-адрес беспроводного устройства;
- Беспроводная сеть с расширенным набором служб ESS (extended service set), тогда идентификатор в такой сети принято обозначать: ESSID (Extended Service Set Identification)[5]

Зная SSID сети, клиент может выяснить, возможно ли подключение к данной точке доступа. При попадании в зону действия двух точек доступа с идентичными SSID, «приёмник» может выбирать между ними на основании данных об уровне сигнала. Стандарт Wi-Fi даёт клиенту полную свободу при выборе критериев для соединения.
Обмен данными в Wi-Fi сети регламентируется стандартом IEEE 802.11.

## Безопасность
Вещание в сеть SSID является небезопасным, поэтому беспроводную сеть можно обезопасить путем отмены широковещания SSID, что является допустимым в стандарте 802.11, но при этом пользователь должен сам ввести SSID в коммутируемое устройство и задать параметры соединения. Метод сокрытия широковещания SSID не является безопасным, идентификатор все равно можно узнать, поскольку в некоторых пакетах передачи данных (фрейм-бакены) между устройством и точкой доступа передается SSID в открытом виде (не шифруется), пользователь, желающий получить доступ к такой сети может прослушать сеть и вычленить из пакета передачи SSID.
Чтобы сделать сеть более защищенной в стандарте 802.11 регламентируется ассоциировать SSID с одной или более точкам доступа, иными словами с помощью SSID можно идентифицировать сегмент сети, тогда нагрузка на поддержание администратором сети упрощается путем поддержания безопасности одного сегмента (не нужно по регламенту менять во всех точках доступа SSID, можно сделать это с одной точкой доступа).